# Yoma purpurea
Yoma purpurea är en fjärilsart som beskrevs av Hans Fruhstorfer 1912. Yoma purpurea ingår i släktet Yoma och familjen praktfjärilar. Inga underarter finns listade i Catalogue of Life.